# Kakuna
Kakuna est un village de la commune de Saaremaa (jusqu'en octobre 2017 commune de Pöide) du comté de Saare en Estonie.